# Hydropsyche contubernalis
Hydropsyche contubernalis là một loài Trichoptera trong họ Hydropsychidae. Chúng phân bố ở miền Cổ bắc.